# Cortandone
Cortandone é uma comuna italiana da região do Piemonte, província de Asti, com cerca de 331 habitantes. Estende-se por uma área de 5,02 km², tendo uma densidade populacional de 65,89 hab/km². Faz fronteira com Camerano Casasco, Cinaglio, Cortazzone, Maretto, Monale.

## Demografia
| Variação demográfica do município entre 1861 e 2011                               |
|                                                                                   |
| Fonte: Istituto Nazionale di Statistica (ISTAT) - Elaboração gráfica da Wikipedia |